# Monts Baffin

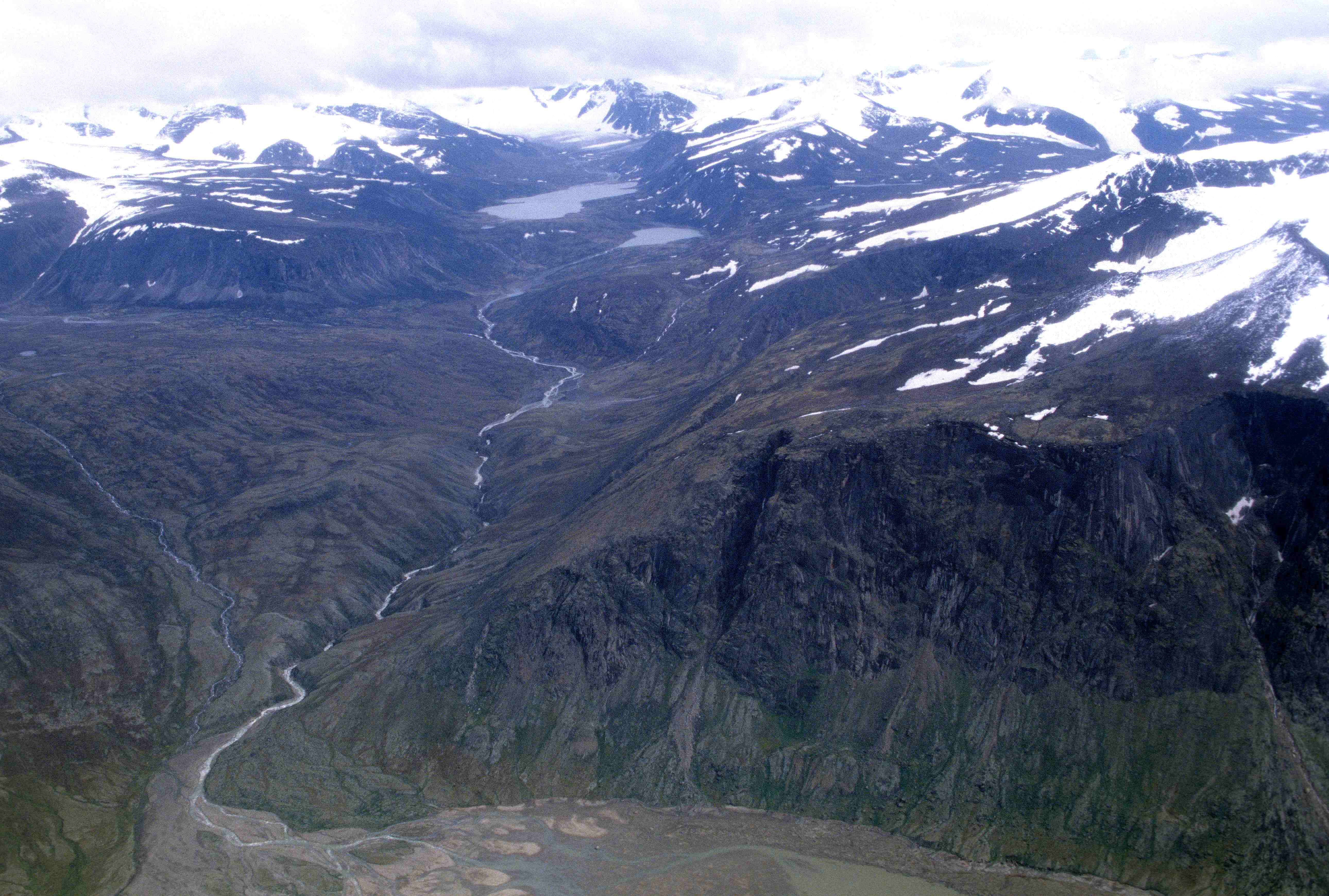
Monts Baffin dans le parc national Auyuittuq

Les monts Baffin sont une chaîne de montagnes située sur la côte nord-est des îles Baffin et Bylot au Nunavut (Canada) dans la cordillère Arctique. Certains sommets des monts Baffin sont les points culminants de l'Est de l'Amérique du Nord. Le plus haut est le mont Odin qui atteint une altitude de 2 147 m. Même s'ils sont isolés sur l'île de Baffin par une étendue d'eau, ils sont directement reliés aux autres montagnes formant la cordillère Arctique et ne peuvent être considérés comme étant une cordillère à part entière.

## Sommets principaux
| Rang | Nom               | Altitude (m) |
| ---- | ----------------- | ------------ |
| 1    | Mont Odin         | 2 147        |
| 2    | Mont Asgard       | 2 015        |
| 3    | Mont Qiajivik     | 1 963        |
| 4    | Mont Angilaaq     | 1 951        |
| 5    | Pic Kisimngiuqtuq | 1 905        |
| 6    | Pic Ukpik         | 1 809        |
| 7    | Pic Bastille      | 1 733        |
| 8    | Mont Thule        | 1 711        |
| 9    | Mont Angna        | 1 710        |
| 10   | Mont Thor         | 1 675        |

## Annexe